# Sydney Pickrem
Sydney Pickrem (Dunedin (Florida), 21 mei 1997) is een in de Verenigde Staten geboren Canadese zwemster.

## Carrière
Bij haar internationale debuut, op de Gemenebestspelen 2014 in Glasgow, eindigde Pickrem als achtste op de 200 meter wisselslag. Tijdens de Pan-Pacifische kampioenschappen zwemmen 2014 in Gold Coast eindigde de Canadese als dertiende op de 200 meter wisselslag en als vijftiende op de 400 meter wisselslag, op de 200 meter rugslag strandde ze in de series.
Op de Pan-Amerikaanse Spelen 2015 in Toronto veroverde Pickrem de zilveren medaille op de 400 meter wisselslag en de bronzen medaille op de 200 meter wisselslag. In Kazan nam de Canadese deel aan de wereldkampioenschappen zwemmen 2015. Op dit toernooi eindigde ze als zesde op de 200 meter wisselslag, op de 400 meter wisselslag werd ze uitgeschakeld in de series.

## Internationale toernooien
| Jaar | Olympische Spelen | WK langebaan                           | WK kortebaan  | PanPacs                                                    | Gemenebestspelen   | Pan-Ams                           |
| ---- | ----------------- | -------------------------------------- | ------------- | ---------------------------------------------------------- | ------------------ | --------------------------------- |
| 2014 |                   |                                        | geen deelname | serie 200m rugslag 13e 200m wisselslag 15e 400m wisselslag | 8e 200m wisselslag |                                   |
| 2015 |                   | 6e 200m wisselslag 14e 400m wisselslag |               |                                                            |                    | 200m wisselslag · 400m wisselslag |

## Persoonlijke records
Bijgewerkt tot en met 2 augustus 2015
Kortebaan
| Afstand         | Tijd    | Datum           | Plaats    |
| --------------- | ------- | --------------- | --------- |
| 200m wisselslag | 2.15,12 | 9 november 2013 | Tokio     |
| 400m wisselslag | 4.44,40 | 6 november 2013 | Singapore |

Langebaan
| Afstand         | Tijd    | Datum           | Plaats  |
| --------------- | ------- | --------------- | ------- |
| 200m wisselslag | 2.10,08 | 2 augustus 2015 | Kazan   |
| 400m wisselslag | 4.38,03 | 16 juli 2015    | Toronto |